# Thermochrous exigua
Thermochrous exigua är en fjärilsart som beskrevs av Talbot 1932. Thermochrous exigua ingår i släktet Thermochrous och familjen Anomoeotidae. Inga underarter finns listade i Catalogue of Life.